# 109e régiment de fusiliers
Pour les articles homonymes, voir 109e régiment.
Le 109e régiment de fusiliers (en russe : 109-й стрелковый полк, abrégé 109 сп) est une unité de fusiliers de l'armée de terre russe (no   d'unité ?) opérant dans le 1er corps d'armée.

## Historique
Le 109e régiment est formé à partir d'habitants de la république populaire de Donetsk lors de la mobilisation russe de 2022 en vue de leur déploiement pour l'invasion russe de l'Ukraine,. Le régiment est composé de 5 bataillons de 300 hommes chacun. Seulement 5 à 10 % des recrues disposent d'une formation au combat, le régiment étant confronté à une pénurie d'officiers et à un mauvais approvisionnement en équipement.
À l'été 2022, en collaboration avec les forces aéroportées russes, le 109e régiment est engagé à repousser les attaques ukrainiennes sur la rive droite du Dnipro, dans l'oblast de Kherson,. Fin juillet, le 109e régiment opère à Arkhangelsk et dans d'autres localités situées sur les rives du fleuve Inhoulets, avant d'être chassé de ses positions par la 35e brigade d'infanterie navale le 29 août 2022. Déployé sur le front Est, l'unité est engagée dans la bataille de Toretsk à l'été 2024.